# ان‌جی‌سی ۱۸۳
ان‌جی‌سی ۱۸۳ (انگلیسی: NGC 183) نام یک کهکشان در صورت فلکی آندرومدا است.